# Szwadron Milicji Konnej Ziemi Czerskiej
Szwadron Milicji Konnej Ziemi Czerskiej – polski oddział kawalerii wchodzący w skład wojsk powstańczych okresu insurekcji kościuszkowskiej.

## Formowanie
Szwadron sformowany został na przełomie kwietnia i maja 1794 na ziemi czerskiej przez mjr. Józefa Przyłuskiego. 
Początkowo zamierzano zorganizować pułk milicji konnej, a jego organizacją miał zajmować się także porucznik kawalerii narodowej Michał Januszkiewicz. Na skutek niesnasek z miejscową komisją porządkową, a zwłaszcza z generałem majorem milicji czerskiej Karolem Wodzińskim, Januszkiewicz przerwał rekrutację a już  zebranych 80 ochotników doprowadził do obozu Tadeusza Kościuszki. Ochotnicy ci zostali przydzieleni do 1 Brygady Małopolskiej i weszli  pod komendę mjr. Edwarda Obrębskiego. Pod koniec sierpnia szwadron zmalał do 54 konnych, lecz mimo to zachował jeszcze nazwę „pułk czerski” . 

## Żołnierze szwadronu
Organizatorem i dowódcą szwadronu był były oficer gwardii pieszej koronnej mjr Józef Przyłuski. Ponadto w szwadronie służyli chorążowie: Walenty Czachowski, a po jego odejściu,  Ignacy Charzyński.